# 무라이 세이야
무라이 세이야(일본어: 村井 聖夜, 2월 1일~)은 가나카와 현 출신 코나미 소속 게임 음악 작곡가이다.
무라이 세이야라는 이름은 본명이 아니며 현재 본명을 밝히고 있지 않다.
신시사이저를 주로 쓰며 비마니 시리즈에서는 주로 팝픈뮤직 시리즈와 키보드매니아 시리즈 (현재 단종)에 곡을 제공하고 있다.